# Бабенко Всеволод Васильович
Все́волод Васи́льович Бабе́нко — підполковник Збройних сил України, учасник російсько-української війни.

## З життєпису
Начальник відділення інтенсивної терапії і екстракорпоральних методів детоксикації, лікар-анестезілог вищої категорії.
Станом на березень 2017 року з дружиною, донькою і сином проживає в місті Одеса.

## Нагороди
21 серпня 2014 року — за особисту мужність і героїзм, виявлені у захисті державного суверенітету та територіальної цілісності України, вірність військовій присязі під час російсько-української війни, відзначений — нагороджений орденом Богдана Хмельницького ІІІ ступеня.